# Wasserwerk Schierstein

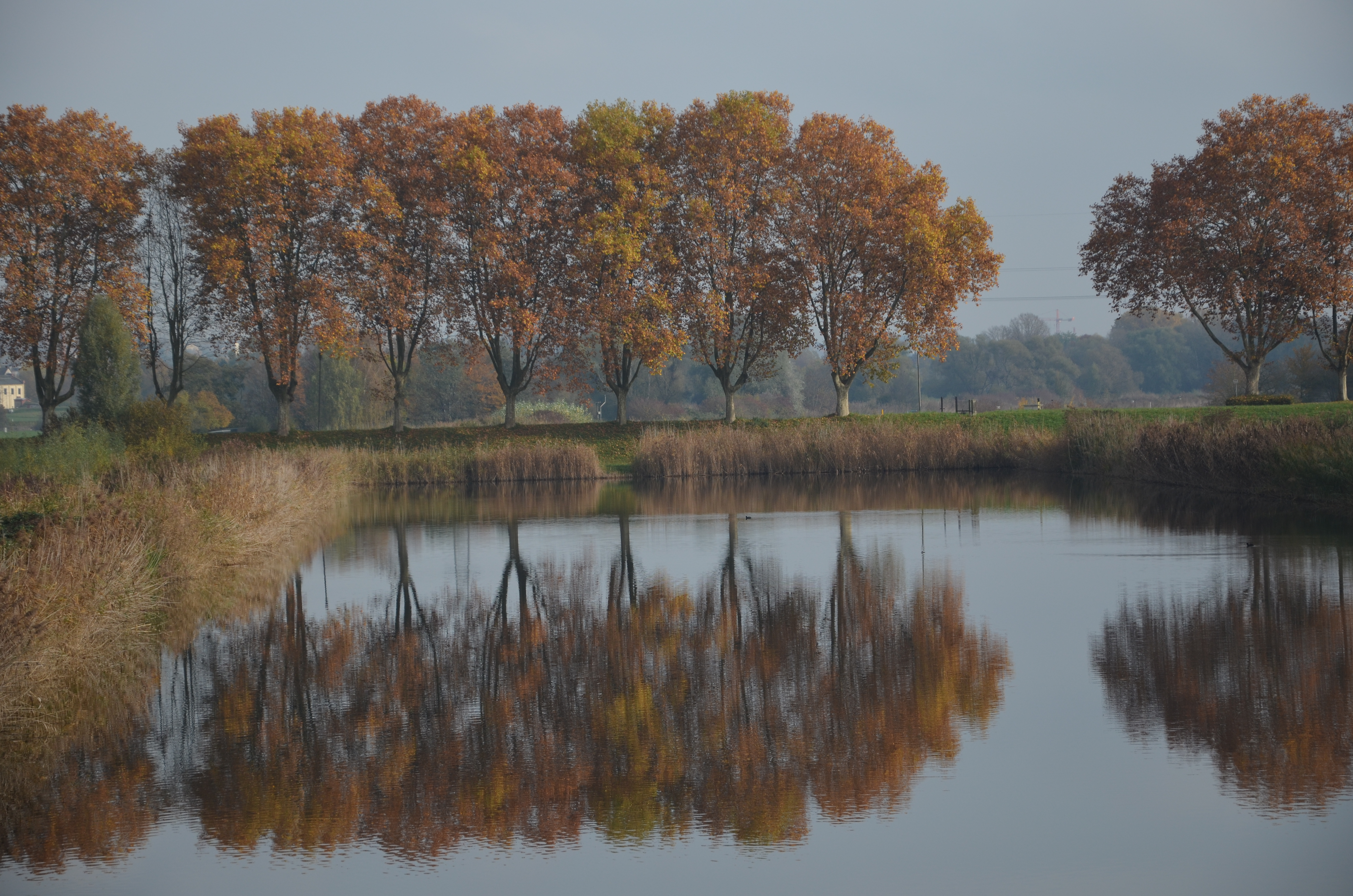
Gelände des Wasserwerks im Spätherbst

Das Wasserwerk Schierstein von Hessenwasser liegt am Rhein zwischen Wiesbaden und Walluf in Hessen und gehört zur Route der Industriekultur Rhein-Main Wiesbaden. Es dient der Wasserversorgung Wiesbadens und besteht aus einem Wasserwerk zur Förderung von Grundwasser, einer 2017 stillgelegten Aufbereitungsanlage für Flusswasser und einem ökologisch bedeutsamen, als Wasserschutzgebiet ausgewiesenen Außengelände mit einer Weißstorch-Kolonie.

## Lage
Das Wasserwerk liegt westlich des Schiersteiner Hafens im Ortsbezirk Schierstein der hessischen Landeshauptstadt Wiesbaden und dem zum Rheingau-Taunus-Kreis gehörenden Ort Niederwalluf. Südlich befindet sich das Naturschutzgebiet Niederwallufer Bucht am rechtsrheinischen Ufer des Oberrheins.

## Geschichte der Anlage

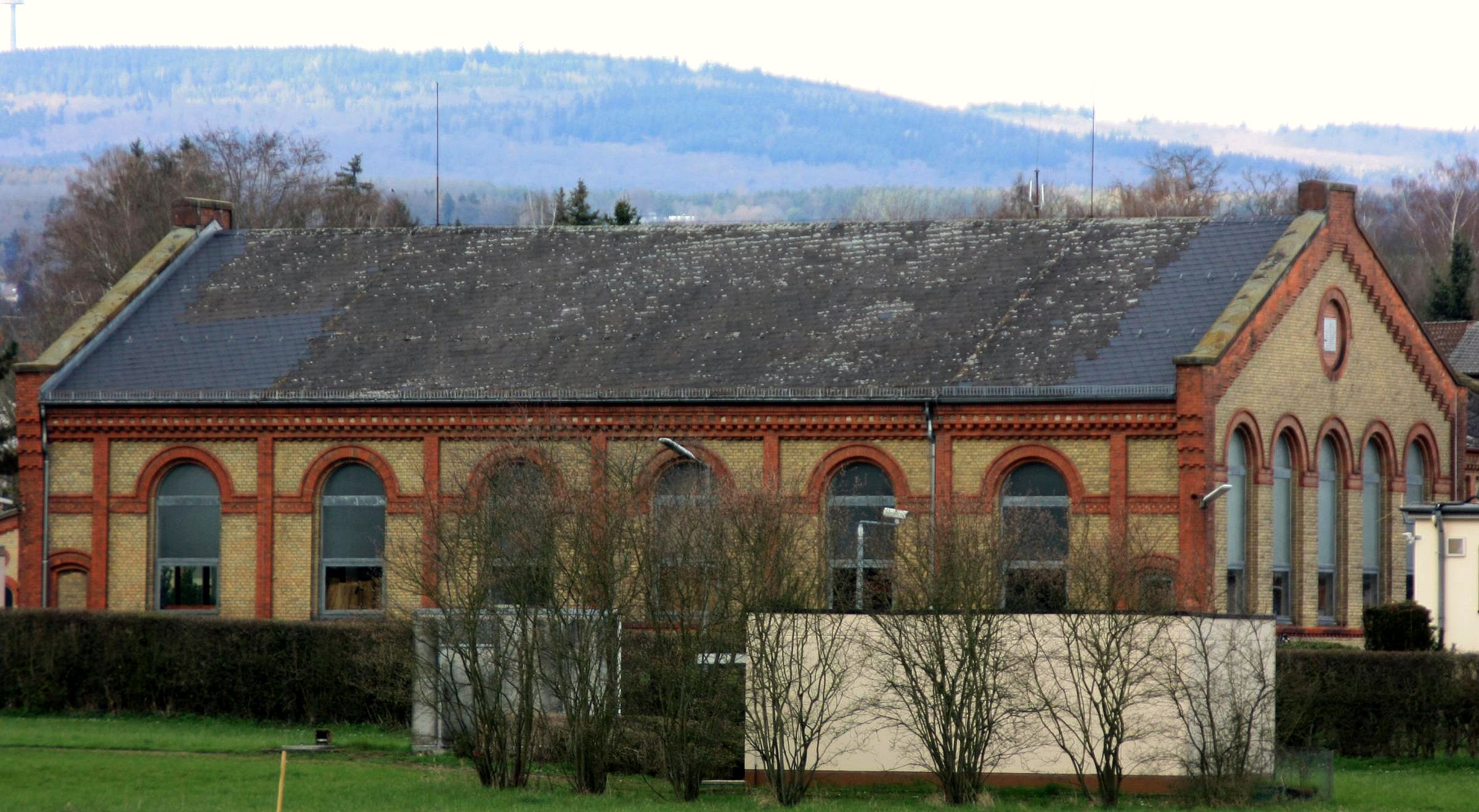
Neoromanischer Bau vom Anfang des 20. Jahrhunderts

Wiesbaden ist für seine Thermalquellen wie den Kochbrunnen bekannt. Trinkbares Grundwasser, das sich durch Tiefbrunnen erschließen ließe, fehlt hingegen völlig. Daher wurden in der Geschichte Wiesbadens schon zur Zeit der römischen Siedlung Aquae Mattiacorum Trinkwasserquellen im Taunus erschlossen. Seit Beginn der zentralen Trinkwasserversorgung um 1870 gab es Probleme, die Versorgung sicherzustellen, weshalb bis 1875 erste Sickergalerien und Flachstollen entstanden. Zwischen 1875 und 1907 wurden Münzbergstollen, Schläferskopfstollen, Kellerskopfstollen und Kreuzstollen zur Wassergewinnung angelegt.
Nach Erkundungsbohrungen wurden zwischen 1899 und 1901 die ersten acht Grundwasserbrunnen am noch nicht befestigten Ufer Schiersteins in Betrieb genommen, die zunächst nur der Versorgung mit Brauchwasser dienten. Die für eine Maximalförderung von 250 Kubikmeter pro Stunde ausgelegte Anlage war 1901 das erste Wasserwerk in Deutschland, das mit einem Ozongenerator ausgerüstet wurde. Mittels Verfahren der Elektrochemie wird Ozon aus Luft hergestellt und zur Sterilisation eingesetzt. Das Resultat dieser Ozonierung war, dass die Typhus-Epidemie in Wiesbaden „schlagartig“ aufhörte. Im fortschreitenden Betrieb verschlechterte sich die Wasserqualität, da der Anteil an Uferfiltrat zunahm, das mit Eisen und Mangan belastet war. Dazu wurden die Brunnen bei Hochwasser überflutet. Daher erfolgten erste wasserbauliche Eingriffe, die Verfüllung von Altrheinarmen und die Eindeichung.
Wegen der wachsenden Nachfrage wurde die Förderung zwischen 1904 und 1907 mit einer Backsteinanlage in romanisierendem Stil ausgebaut, die laut städtischer Ausschreibung „in durchaus kunstgerechtem Verbande“ auszuführen war. Dadurch konnten Nutz- und Trinkwasser parallel bereitgestellt werden. Aus dieser Bauphase sind das Kessel- und Maschinenhaus des Pumpwerks sowie das Gebäude der Filteranlage und die Filterhäuschen erhalten, der Schornstein blieb nicht erhalten.
In den 1920er Jahren wurde die gesonderte Brauchwasserversorgung aufgegeben. Zwischen 1921 und 1924 wurden großflächige Sedimentier- und Infiltrationsbecken angelegt, um das Grundwasser künstlich anzureichern. Dafür wurde Oberflächenwasser aus der Mitte des Rheins abgepumpt, filtriert und in den ufernahen Sanden und Kiesen versickert, um es anschließend über Tiefbrunnen wieder zu fördern. Die Entnahmestelle wurde in der Strommitte angelegt, um der stärker belasteten Abwasserfahne des an der Mainspitze von rechts zufließenden Mains sowie des heutigen Industrieparks Kalle-Albert zu entgehen. Nach dem Zweiten Weltkrieg stieg der Bedarf und gleichzeitig kam es zu mehreren starken Dürren, sodass der Ausbau des Wasserwerks Schierstein geplant wurde. Außerdem verschlechterte sich in den 1950ern Jahren die Wasserqualität des Flusswassers.

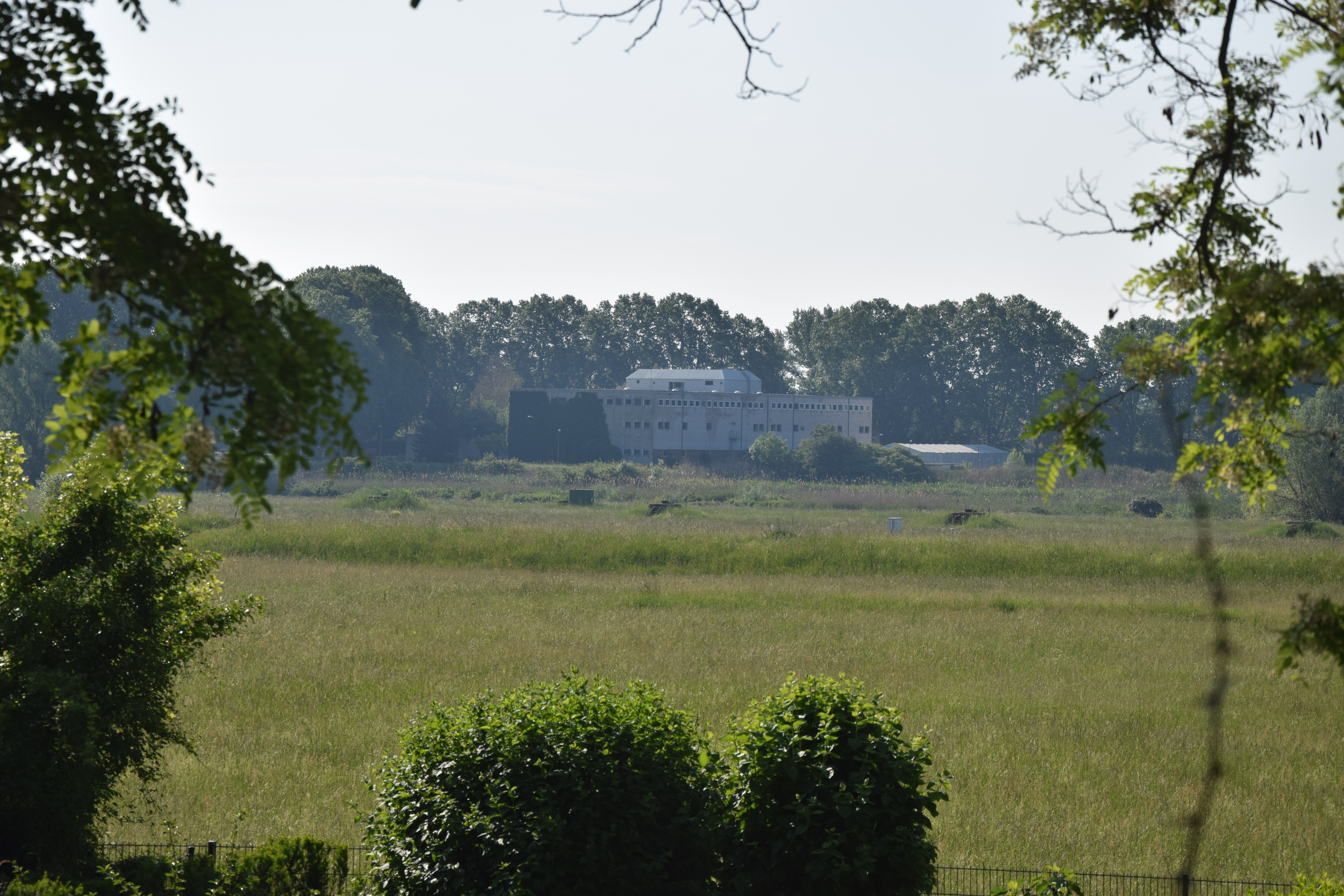
Rheinwasseraufbereitungsanlage, von Niederwalluf gesehen, 2020

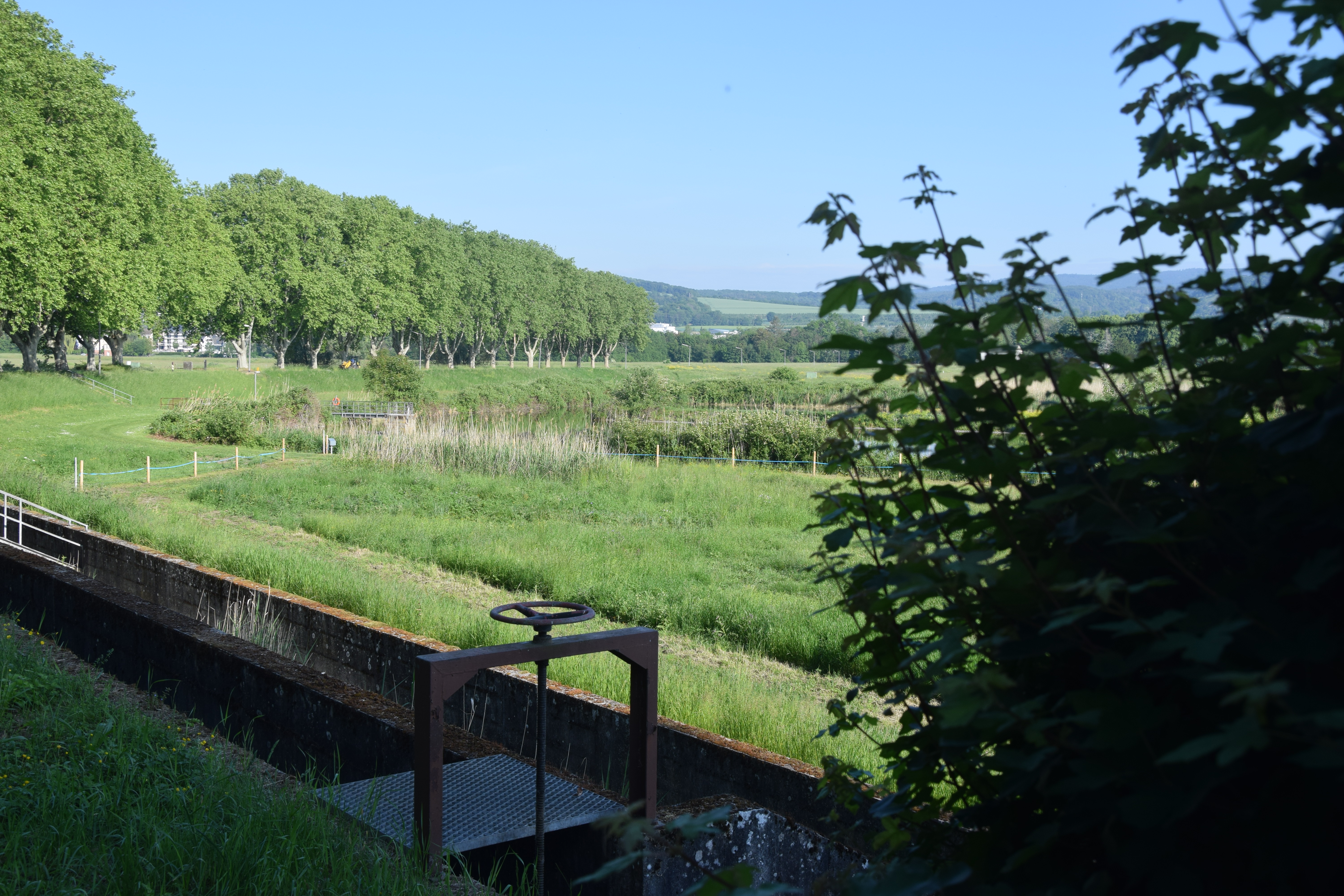
Anlagen nahe der Rheinwasseraufbereitung

1960 wurde das separate, südwestlich am Deich gelegene Rheinwasseraufbereitungswerk (⊙) in Betrieb genommen, das über eine Nennleistung von 24.000 Kubikmeter pro Tag verfügte. Das Wasser wurde den Schritten Chlorung, Fällung mit Eisenchlorid, Aktivkohlebehandlung, Entcarbonisierung und Filtration über Kiesfilter unterzogen. Das Beckensystem, das der Sedimentation und biologischen Reinigung aber auch als Speicher dient, behielt man bei. Anschließend wurde das Wasser über eine 940 m lange Brunnenreihe aus 30 Schluckbrunnen und eine horizontal verlegte Galerie in den Boden versickert. 1964 wurde eine zweite Entnahmeleitung in den Rhein verlegt und eine Belüftungskaskade gebaut. Das geförderte Wasser setzte sich aus vier Quellen zusammen: aus dem Taunus zufließendes echtes Grundwasser, vorgeklärtes Beckeninfiltrat, aufbereitetes Infiltrat von Sickerbrunnen und -galerie sowie je nach Wasserstand des Rheins aus Uferfiltrat.

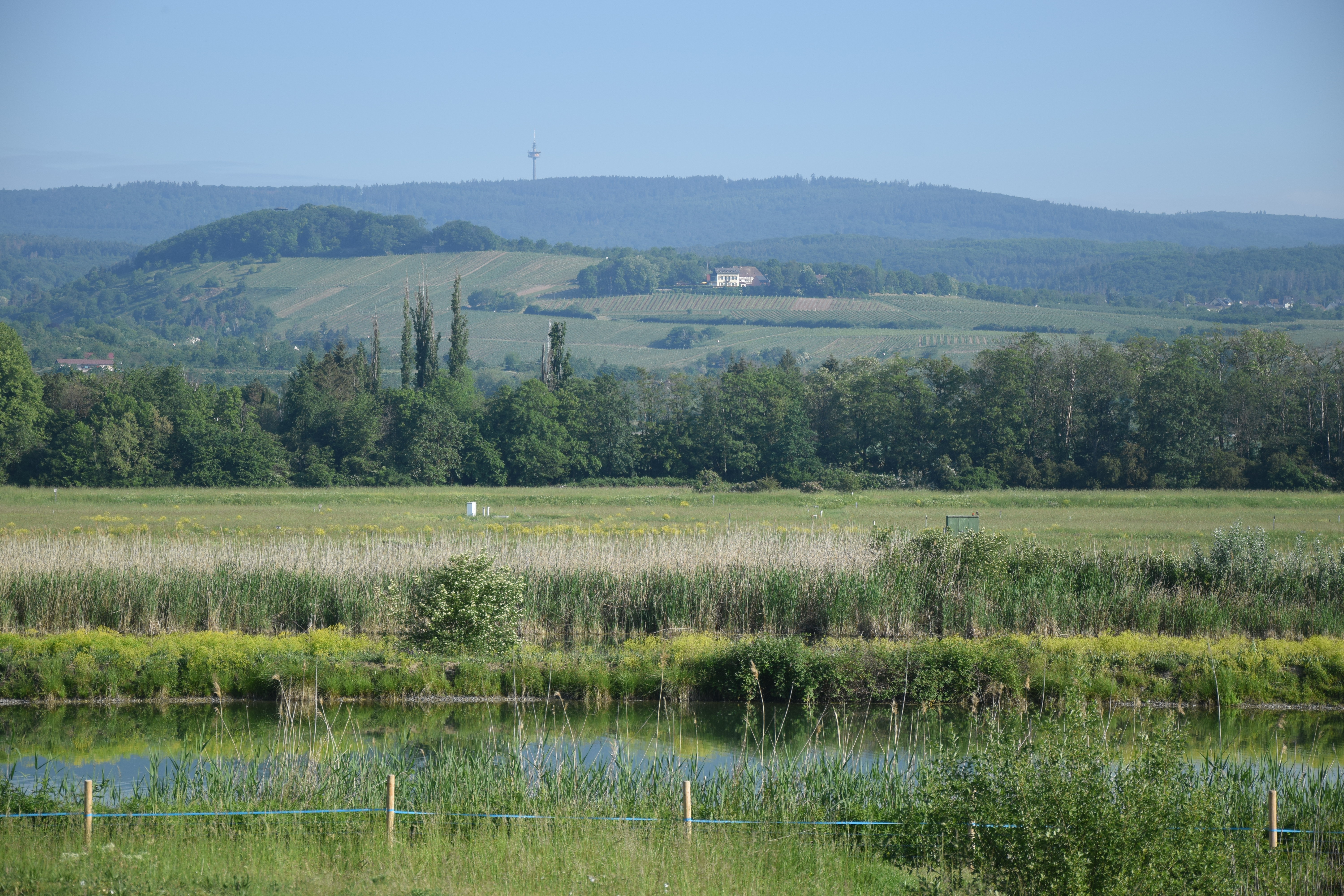
Blick über das Gelände, dahinter Hof Nürnberg und der Fernmeldeturm auf der Hohen Wurzel

1979 ging eine neue Grundwasseraufbereitungsanlage in Schierstein in Betrieb, die über 42 Vertikalbrunnen 36.000 Kubikmeter pro Tag fördern kann. Sie entfernt Eisen und Mangan und oxidiert das Ammonium, organische Spurenstoffe werden mittels Aktivkohle herausgefiltert. Anschließend folgen 18 Sandfilter. Im Jahr 1997 wurden vier Sickerschlitzgräben von je 75 m Länge in Betrieb genommen. Um das Jahr 2000 lieferte das Wasserwerk rund 30 % des Wiesbadener Trinkwassers, während rund 40 % aus dem 1969 an die Trinkwasserversorgung Wiesbadens angeschlossenen hessischen Ried und der Rest aus dem Taunus kam.
Im Jahr 2005 wurde die Anlage von der ESWE Versorgung auf Hessenwasser übertragen. 2008 wurde entschieden, das Wasserwerk zu erneuern und dabei auf ein neues Verfahren umzustellen. 2012 wurden die 42 Brunnen durch zwei Horizontalfilterbrunnen mit moderner Pumpentechnik ersetzt, wodurch der Energieverbrauch der Pumpen um 75 % gesenkt wurde. Hessenwasser erwartete eine jährliche Fördermenge von 3,5 Millionen Kubikmeter Trinkwasser, also durchschnittlich 9600 m³ pro Tag. 2010 war geplant, das Wasserwerk mit einem Düker unter dem Rhein aus Mainz-Mombach zu versorgen. Stattdessen wurde das Schiersteiner Wasserwerk im April 2016 mit einer 6,9 Kilometer langen Verbindung zur Petersaue an das Versorgungsnetz der Stadtwerke Mainz angeschlossen und erhält von dort bis zu 14.000 Kubikmeter Trinkwasser pro Tag. Am 13. Februar 2017 wurde dafür die Aufbereitung von Wasser aus dem Rhein außer Betrieb genommen. Seitdem ist das Wasserwerk Schierstein ein reines Grundwasserwerk, das noch etwa 20 % der Wasserversorgung Wiesbadens deckt.
2017 begann Hessenwasser, die Grundwasseraufbereitungsanlage zu modernisieren und umzubauen. 2018 wurde eine neue Anlage fertiggestellt, in der sich Schlamm als Sediment absetzen soll. Das Klarwasser wird in den Infiltrations- und Sedimentationsbecken auf dem Gelände versickert. 2019 wurde eine neue Schlammwasserleitung mit einem Nenndurchmesser von 700 mm verlegt, die das Abwasser der Filterspülungen in die neuen Absetzbecken leitet, und die Elektro-, Mess-, Steuer- und Regelungstechnik (EMSR) erneuert. Das Werk soll als Grundlast mit 10.080 Kubikmetern pro Tag betrieben werden.
Das Wasser wird zu einem Wasserbehälter an der Carl-von-Linde-Straße gepumpt und von dort die Stadt versorgt. Der Härtegrad des Wassers ist mittel bis hart. Die nahegelegenen Ortsbezirke Schierstein und Biebrich erhalten Wasser aus dem hessischen Ried.

## Naturschutz

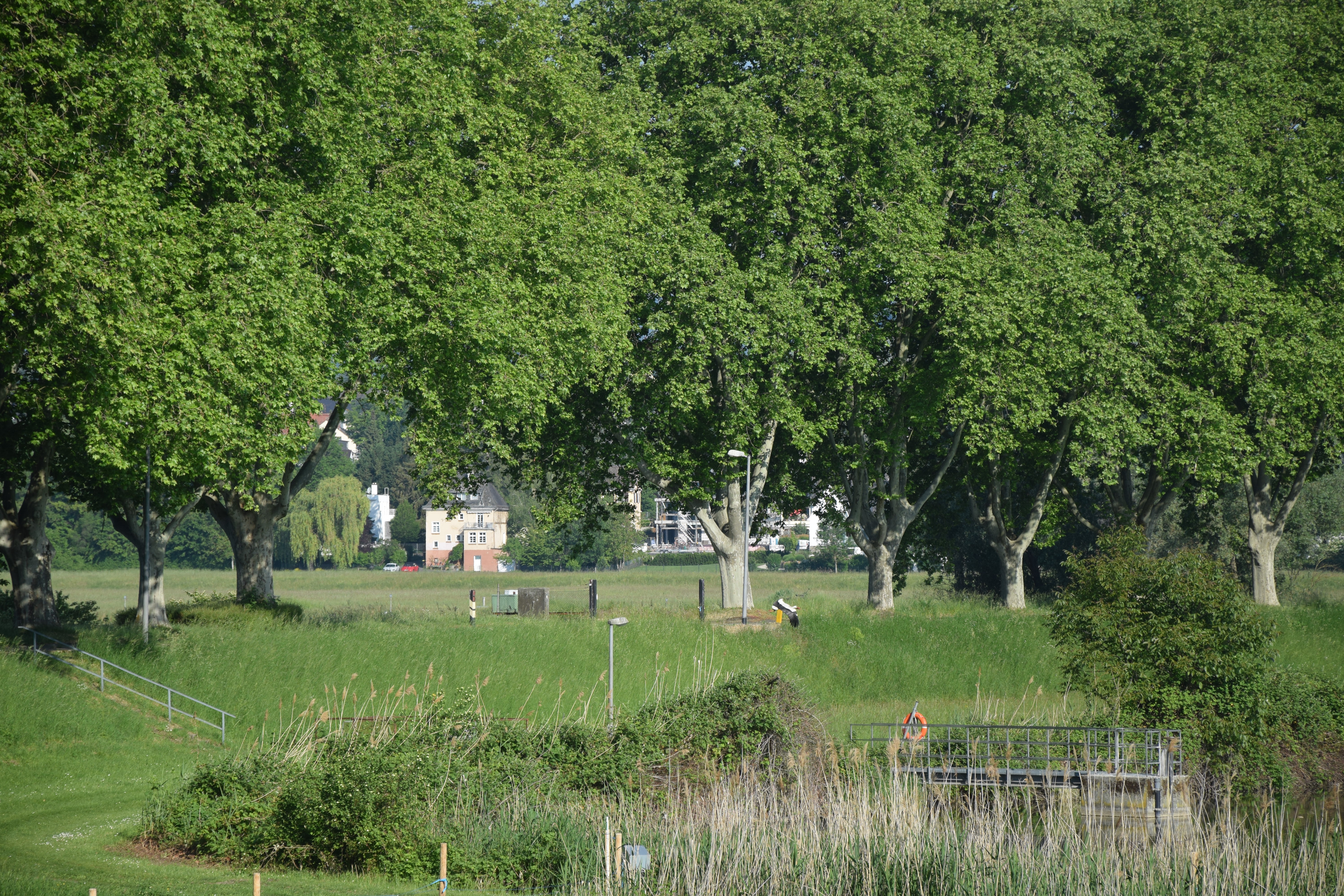
Anlagen, mittig ein fliegender Weißstorch

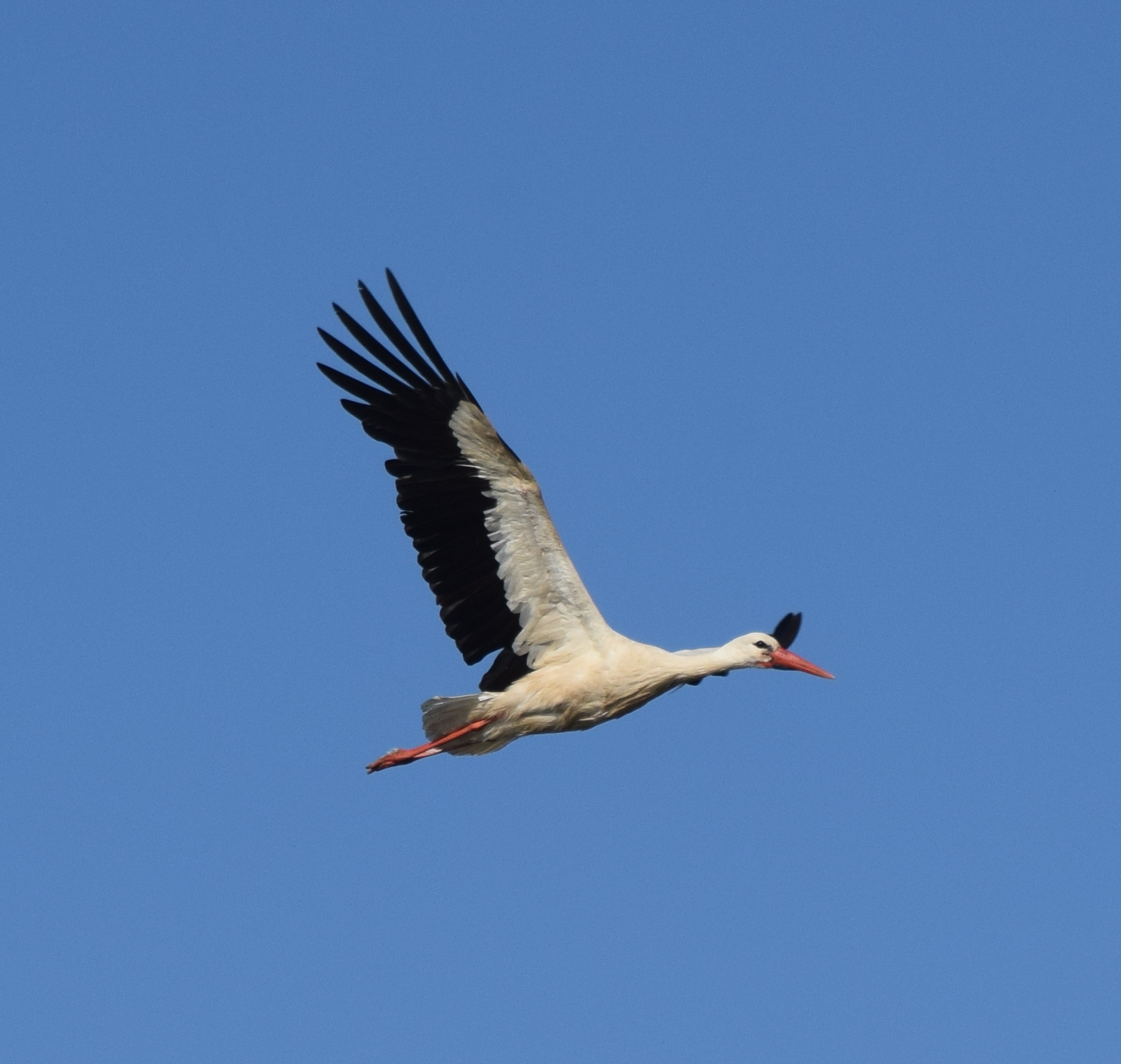
Storch am nahegelegenen Rheinufer

Bekannt ist das Gelände des Wasserwerks für die zahlreichen dort nistenden Weißstörche, die hier genügend Nahrung finden. Im Jahr 1972 plante man die Ansiedelung der Tiere, ab 1975 nisteten dort erste Paare, die bis 2014 auf 24 bzw. 27 Paare im Jahr 2020 anwuchsen. Sie brüten auf Bäumen, auf Hochspannungsmasten und auf Nistplätzen, die eigens von der 1981 gegründeten Storchengemeinschaft Schierstein e. V. errichtet wurden. Seit 1984 überwintern auch einige Störche in Schierstein. Im Jahr 2014 berichtete der Verein, es seien seit 1975 über 1000 Störche in Schierstein geschlüpft. Der Sage nach fischen die Störche an der Quelle des Grunselsbörnchen am Lindenbach nach Babys.
Die Versickerungsbecken und die umliegenden Anlagen sind ein Lebensraum seltener Tiere und Pflanzen. Der örtliche Arbeitskreis der Hessischen Gesellschaft für Ornithologie und Naturschutz (HGON) hat dort im Jahr 2012 Höckerschwan, Nilgans, Stockente, Haubentaucher, Weißstorch, Rohrweihe, Schwarzmilan, Mäusebussard, Turmfalke, Teichhuhn, Blässhuhn, Halsbandsittich, Grünspecht, Neuntöter, Sumpfrohrsänger, Teichrohrsänger, Drosselrohrsänger, Bachstelze und Rohrammer beobachtet. Die HGON beobachtet in Schierstein allerdings einen deutlichen Rückgang an Bodenbrütern, Reptilien und Amphibien verglichen mit den 1960er Jahren und führt dies auf die Anwesenheit der Störche zurück. Die Fläche des Wasserwerks biete eigentlich nur Nahrung für ein einziges Storchenpaar und der Erfolg der Wiederansiedlung rechtfertige „keine Zoohaltung in einem Vogelschutzgebiet“. Die Störche versorgen sich in den umliegenden Rheinauen und -wiesen sowie den Mülldeponien in Wiesbaden (Dyckerhoffbruch) und Budenheim.
Das Gelände ist als Wasserschutzgebiet ausgewiesen und gehört zur Zone I des Landschaftsschutzgebiets Stadt Wiesbaden sowie zum Vogelschutzgebiet Inselrhein. Dazu sind einzelne Schilfröhrichte sowie Tümpel als Biotope gesetzlich geschützt.